# Sistema de puntuació Elo
|  | Per a altres significats, vegeu «Electric Light Orchestra». |

El sistema de puntuació Elo és un mètode per calcular la força relativa dels jugadors de jocs com els escacs o el go. Va ser inventat per millorar el sistema de classificació vigent dels jugadors d'escacs. Sovint s'escriu ELO (amb lletres majúscules) en l'errònia creença que es tracta d'un acrònim o per distingir el sistema del seu inventor, el professor Árpád Élő (1903-1992), un físic estatunidenc d'origen hongarès.
Moltes vegades s'han fet intents de comparar els rànquings de jugadors de diferents èpoques, per exemple, Garri Kaspàrov i Bobby Fischer; tanmateix l'esmentada comparació no és realment possible, ja que amb el temps i per diversos motius la puntuació mitjana tendeix a pujar, la qual cosa dificulta la tasca.
El sistema de puntuació Elo també s'ha fet servir en altres camps fora del joc d'escacs, com ara en esports (futbol, beisbol o tennis), videojocs o avaluació de models d'intel·ligència artificial.

## Elo FIDE
Es diu que un jugador d'escacs té categoria FIDE quan aconsegueix un percentatge de puntuació en els seus enfrontaments amb contrincants que prèviament ja han obtingut l'esmentada categoria.
Per determinar quan un jugador està inclòs en la llista FIDE es recorre a les normes establertes per l'esmentada federació. Amb caràcter general, s'han de comptabilitzar un mínim de nou partides disputades contra jugadors que ja ho hagin aconseguit, establir la mitjana de puntuació Elo d'aquests jugadors i aconseguir un percentatge de punts tal que assoleixi els 1401. Es pot assolir en un sol torneig o bé en alguns, sempre amb blocs iguals o superiors a tres enfrontaments, i sumant almenys un punt, tenint en compte que els esmentats blocs caduquen si no s'assoleix en un temps determinada la resta de partides per conformar el bloc de nou partides.
La llista FIDE inclou jugadors l'arqueig dels quals sigui superior als 1401 punts.
A més d'Elo FIDE existeixen altres categories inferiors basades en el mateix sistema. Així podem distingir un Elo nacional, Elo autonòmic o Elo provincial.